# Paratemnoides sumatranus
Paratemnoides sumatranus es una especie de arácnido del orden Pseudoscorpionida de la familia Atemnidae.

## Distribución geográfica
Se encuentra en Sumatra (Indonesia).